# Кохання на сіні
«Любов на сіні» — російська мелодрама 2009 року. Останній фільм Владислава Галкіна.

## Зміст
Коля Євлашкін виходить з місць не таких віддалених і відразу потрапляє в міліцію: його звинувачують у крадіжці, а він просто допомагав піднести сумку громадянці Надії Лемешевої. Надя, побачивши, що на злодія Коля зовсім не схожий, забирає свою заяву з міліції й дає йому грошей. Незабаром Коля приїжджає в село, де живе Надя.
У Наді вже давно є син від її колишнього чоловіка, який потрапляє в різні безглузді ситуації. То він залізе на дах сараю за змієм, то ще всяка купа бід.
Як і належить чесній людині, Коля готовий не тільки повернути борг, але навіть одружитися. Несподівано на сільську красуню починає претендувати ще пара чоловіків: це колишній однокласник Наді, що нині є скромним олігархом і раптово з'явився чоловік, який сам же втік від неї. Весь цей трикутник і становить життя маленького села з промовистою назвою Бухалове.

## Ролі
| Актор            | Роль                |
| ---------------- | ------------------- |
| Владислав Галкін | Коля Євлашкін       |
| Олена Лядова     | Надя Лемешева       |
| Сергій Юшкевич   | Федя                |
| Микита Звєрєв    | Слава Евлохов       |
| Олена Бірюкова   | Шура                |
| Максим Ємельянов | Петя                |
| Олександр Пятков | Гурій, батько Насті |
| Поліна Максимова | Настя               |
| Микита Сологалов | Ромка               |
| Сергій Заботін   | мужик               |

## Персонажі
1. Микола (Коля) Євлашкін — колишній зек, який сидів 6 років за крадіжку міді. До в'язниці працював на тракторному заводі. Потрапив до міліції за «злодійство». Працював Доер. Був у лікарні зі струсом мозку. Вік 40 років.
2. Надія (Надя) Лемешева — мати Роми. Забрала заяву з міліції, бачивши, що Коля не схожий на злодія. Вік 25—30 років.
3. Федір (Федя) Лемешев — колишній чоловік Наді та батько Роми. Вік 35—40 років.
4. В'ячеслав (Слава) Евлохов — колишній однокласник Наді. Нині — скромний олігарх. Вік 30 років.
5. Олександра (Шура) — вдова. Хотіла зав'язати стосунки з Колею. Вік 35—40 років.
6. Петро (Петя) — вихованець дитбудинку. На початку фільму повернувся з армії. Зав'язав стосунки з Настею, але Гурій в їх любов «вставляв палки». Вік 19 років.
7. Гурій — вдівець, батько Насті. Вік 40—45 років.
8. Роман (Рома) — син Наді та Федора. Спочатку злюбив Колю, але потім «відтанув». Вік 10 років.
9. Анастасія (Настя) — дочка Гурія. Зав'язала роман з Петром. Вік 16—18 років. знімальна група

## Знімальна група
- Режисер — Валерій Чіков
- Сценарист — Валерій Чіков
- Продюсер — Родіон Павлючик
- Композитор — Ігор Щербаков